# انهيار مبنى سافار 2013

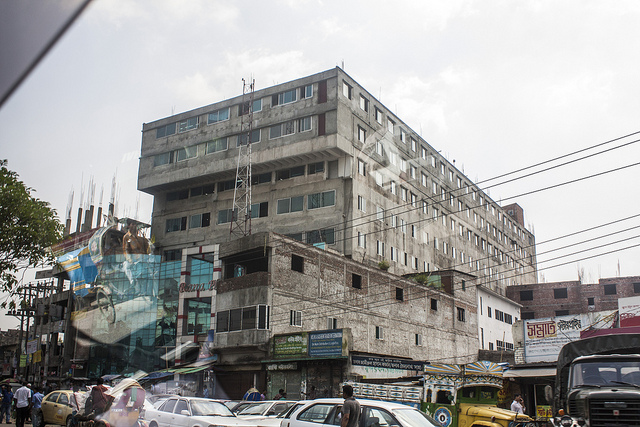
مبنى سافار قبل الإنهيار بعام.

انهيار مبنى سافار أو انهيار رنا بلازا هو ضعف هيكلي حدث في يوم الأربعاء 24 أبريل 2013 في العاصمة دكا في دولة بنغلاديش أدى إلى انهيار مبنى مكون من ثمانية طوابق مخلفاً 1129 قتيلاً و 2515 جريحًا.
تعتبر هذه الحادثة هي الأسوأ في تاريخ تصنيع النسيج كذلك كانت الأسوأ على مستوى انهيارات المباني لضعف الهيكل في التاريخ البشري المعاصر.
تضمن البناء مصانع للملابس ومصرف وشقق والعديد من المتاجر. أغلقت المحلات التجارية والمصرف في الطوابق السفلية فور اكتشاف تصدعات في المبنى. وردت تحذيرات بخصوص التصدعات التي كانت ملاحظة لكن تم تجاهلها وأمر عمال صناعة الملابس للعودة في اليوم التالي والعمل ثم في أثناء ساعة الذروة الصباحية انهار المبنى.